# テクノプロ
株式会社テクノプロ（英: TechnoPro, Inc.）は、東京都港区に本社を置く、技術系人材サービス（労働者派遣、受託、請負、コンサルティング）を行う企業である。

## 概要
2012年7月に設立されたテクノプロ・ホールディングス株式会社の連結子会社のうち、エンジニア・研究者を中心とした技術系人材サービス事業4社（株式会社シーテック、株式会社テクノプロ・エンジニアリング、株式会社CSI、株式会社ハイテック）を経営統合し、2014年7月に設立された企業。
機械、電気、電子、組込制御、情報システム、情報インフラ、プラントエンジニアリング、化学、バイオ、医薬、新素材など各種技術分野における研究開発や商品開発などの技術サービスを提供。

## 沿革
- 2014年（平成26年）7月 - テクノプロ・ホールディングス連結子会社4社経営統合にて設立
- 2017年（平成29年）10月 - 株式会社テクノプロ・エンベデッドを吸収合併。
- 2018年（平成30年）11月 - テクノライブ株式会社を吸収合併[4]。株式会社ソフトワークスを完全子会社化[5]。
- 2018年（平成30年）12月 - 株式会社ソフトワークスを吸収合併[5]。
- 2019年（平成31年）1月 - 株式会社エムアイシステムを完全子会社化[6]。
- 2019年（令和元年）5月 - 株式会社エムアイシステムを吸収合併[6]。
- 2020年（令和2年）7月 - 株式会社オンザマークを吸収合併[7]。

## 社内カンパニー
- テクノプロ・デザイン社
  - 営業拠点　34拠点
  - 開発センター　10拠点
- テクノプロ・エンジニアリング社
  - 営業拠点　23拠点
  - 開発センター　11拠点
- テクノプロ・IT社
  - 営業拠点　26拠点
  - 開発センター　9拠点
- テクノプロ・R&D社
  - 営業拠点　12拠点
  - リサーチセンター　3拠点